# Guy-Crescent Fagon

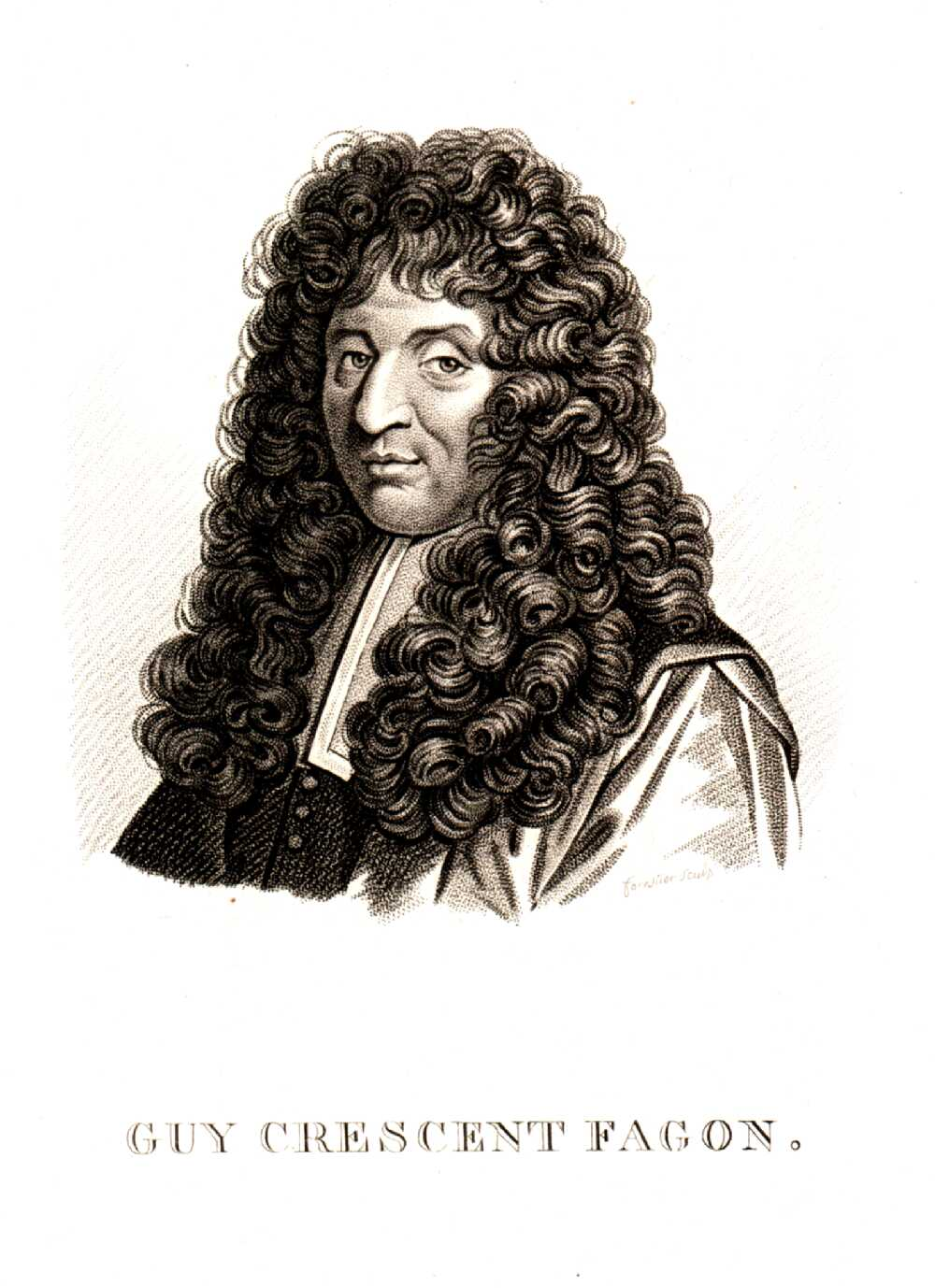
Guy-Crescent Fagon

Guy-Crescent Fagon (* 11. Mai 1638 in Paris; † 11. März 1718 ebenda) war ein französischer Arzt und Botaniker sowie Leibarzt von Ludwig XIV. Sein offizielles botanisches Autorenkürzel lautet „Fagon“.

## Leben und Wirken
Guy-Crescent Fagon war der Sohn von Henri Fagon und Louise de La Brosse, einer Nichte von Guy de La Brosse. Früh verwaist studierte er Medizin und erhielt am 9. Dezember 1664 seinen Doktortitel.
Er arbeitete am ersten großen, etwa 4000 Pflanzen umfassenden, Katalog des Jardin du roi (Königlicher Garten) mit, der 1665 von Denis Joncquet († 1671) unter dem Titel Hortus Regius  in Paris veröffentlicht wurde. Im Erscheinungsjahr des Kataloges übernahm Fagon die Lehrstühle für Botanik (bis 1709) und Chemie (bis 1712) des Jardin du roi.
Sein Sohn war Louis Fagon (1680–1744).
Fagon war Arzt des Thronfolgers Louis. 1693 wurde er als Nachfolger von Antoine d’Aquin sowohl Leibarzt von König Ludwig XIV. als auch Intendant der Königlichen Gärten. In seiner Amtszeit als Direktor des Gartens, die bis 1718 dauerte, erweiterte er den Garten, indem er mehrere Gewächshäuser, ein Labyrinth und ein kleines Amphitheater errichten ließ. Er war maßgeblich verantwortlich für die von Charles Plumier nach Westindien (1689, 1693 und 1695), Louis Feuillée nach Argentinien, Chile und Peru (1707–1711) sowie Joseph Pitton de Tournefort nach Griechenland, Kleinasien und Armenien (1700–1702) durchgeführten Entdeckungsreisen.
Am 14. Februar 1699 wurde er zum Ehrenmitglied der französischen Akademie der Wissenschaften ernannt.
1701 überstand er eine damals noch selten durchgeführte Lithotomie, die George Mareschal (1658–1736) vornahm. Ursprünglich wollte er, dass Jacques de Beaulieu (Frère Jacques) die Operation durchführte, mit dem er zuvor eng an der Verbesserung der Technik zusammengearbeitet hatte, doch bestand die Familie darauf, dass ein anderer Chirurg sie durchführte.

## Ehrungen
Joseph Pitton de Tournefort benannte ihm zu Ehren die Gattung Fagonia der Pflanzenfamilie der Jochblattgewächse (Zygophyllaceae). Carl von Linné übernahm später diesen Namen. Charles Plumier benannte nach ihm eine Gattung Guidonia, die von Linné aber zur Pflanzengattung Samyda gestellt wurde.

## Literarische Rezeption
Basierend auf den Memoiren Saint-Simons aus dem Jahr 1709 ist Fagon in seiner Rolle als Erzähler und aktiv handelnde Person eine der Hauptfiguren in Conrad Ferdinand Meyers Novelle Das Leiden eines Knaben.

## Nachweise